# Blutgericht
Blutgericht, euphemistisch auch Volksgericht, bezeichnet eine Vergeltungsmaßnahme zu Kriegszeiten. Im Unterschied zur Blutgerichtsbarkeit des Mittelalters, die einzelne Straftaten ahndete, steht der Begriff für singuläre örtlich spezifische Ereignisse, bei denen eine hohe Anzahl willkürlicher Hinrichtungen stattfindet. Diese werden meist nach politischen, religiösen oder kriegerischen Konflikten an Mitgliedern der unterlegenen Partei vollstreckt.
Beispiele von historischen Blutgerichten:
- Blutgericht zu Cannstatt, ein Strafgericht an alemannischen Adligen
- Blutgericht von Verden, eine Vergeltungsmaßnahme Karls des Großen
- Wiener Neustädter Blutgericht, ein Strafgericht an führenden Mitgliedern der Ständeopposition
- Thorner Blutgericht, ein Strafgericht an führenden Protestanten der Stadt
- Blutgericht von Lanškroun, ein Strafgericht an deutschen Einwohnern der Stadt nach Ende des Zweiten Weltkriegs
- Blutgericht (Königsberg), eine alte Weinschenke im Königsberger Schloss